# گلتشهرن
گلتشهرن (به لاتین: Gletscherhorn) یک کوه در سوئیس است که در کانتون برن واقع شده‌است. گلتشهرن ۳٬۹۸۳ متر بالاتر از سطح دریا واقع شده‌است.